# Annie Thorén
Annie Solveig Desireé Thorén, född den 14 november 1992 i Motala, är en svensk triatlet och långdistanssimmare.

## Biografi

### Tävlingskarriär
År 2009, bara 17 år gammal, vann Thorén sprint-SM i Hallstahammar. Två år senare upprepade Thorén sin prestation då hon i samma ort plockade hem Svenska och Nordiska mästerskapen över olympisk distans.  
Vid de europeiska kvaltävlingarna för ungdoms-OS i Singapore 2009 i spanska Mar Menor slutade Thorén på 5:e plats och kvalificerade sig därmed till ungdoms-OS. Vid ungdoms-OS 2010 i Singapore slutade Thorén, efter att ha varit andra tjej upp ur vattnet och ledande efter cykelmomentet, som 15:e tjej. 
Under 2012 saknas tävlingsresultat från Annie Thorén men under säsongen på 2013 noterades en fjärde plats på SM över Olympisk distans där Eva Nyström segrade. Thorén avslutade säsongen stark och tog ett SM-silver på medeldistans på Tjörn.
Thorén blev tvåa i Vansbrosimmet 2008 efter Eva Berglund och 2009 efter danskan Trine Gudnitz.  
Thorén plockade även hem ett silver på långlopps-SM i Öppet Vatten, en sträcka på 5000 m, 2008. 

### Studier och familj
Thorén gick på Samhällsvetenskapsprogrammet med inriktning mot ekonomi på Platengymnasiet i Motala 2008-2012. Hon var också en av 16 elever som gick på Riksidrottsgymnasiet med inriktning Triathlon.
Efter gymnasiet, hösten 2012, började hon studera på Gymnastik- och idrottshögskolan i Stockholm till specialidrottslärare, en utbildning som hennes far Michael Thorén också gått under 1980-talet.
Hennes föräldrar Ann-Charlotte Thorén och Michael Thorén är tidigare svenska mästare i triathlon och hennes bröder Robin och Mike är också före detta elittriathleter/långdistanssimmare. Mike Thorén har segrat på Vansbrosimningen tre gånger och har två andraplatser.